# Приборная панель
Прибо́рная пане́ль (консо́ль) — название группы приборов, совмещённых в одной конструкции.

## Автомобильная приборная панель

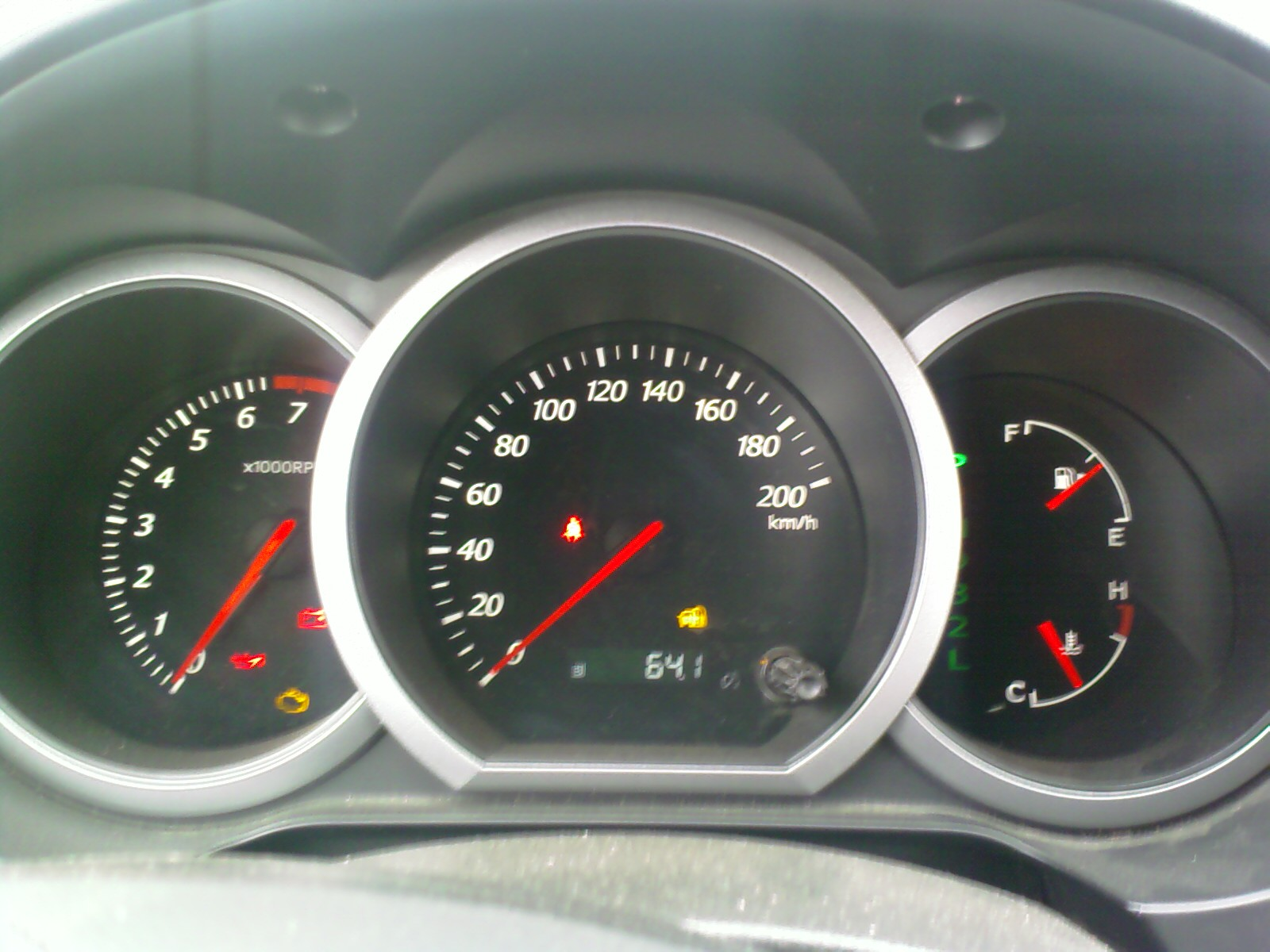
Приборная панель автомобиля

Панель приборов, как средство отображения информации, в наибольшей степени определяет внутреннюю визуальную информативность автомобиля.
Любая автопанель приборов должна обеспечивать хорошую обзорность всех шкал и датчиков, установленных на ней, оставаясь достаточно простой в обращении, выдавать всю необходимую водителю информацию. Это, прежде всего:
- текущее состояние систем автомобиля, непосредственно обеспечивающих безопасность движения (тормозная система, автосигнальное оборудование и система пассивной безопасности);
- характеристики движения (скорость, обороты двигателя, дистанция до впереди идущего объекта);
- правильность эксплуатации двигателя, ходовой части, трансмиссии, электрооборудования и всего автомобиля в целом;
- прочие сведения (текущее время, например)[источник не указан 1219 дней].

Включает в себя обязательные контрольно-измерительные приборы, сигнальные лампы и органы управления основным и дополнительным оборудованием.
Существуют аналоговые (стрелочные) и электронные (светодиодные и пр.) приборные панели.

### Контрольно-измерительные приборы
Тахометр, спидометр, указатель температуры охлаждающей жидкости, указатель давления масла, указатель уровня заряда аккумуляторной батареи, указатель уровня топлива, одометр.
На грузовых автомобилях и большинстве автобусов присутствуют дополнительные приборы: указатель давления воздуха в тормозных контурах (передний, задний, стояночный, вспомогательный контуры), указатель давления воздуха в шинах, указатель температуры масла коробки передач.

### Контрольные лампы и лампы аварийной сигнализации

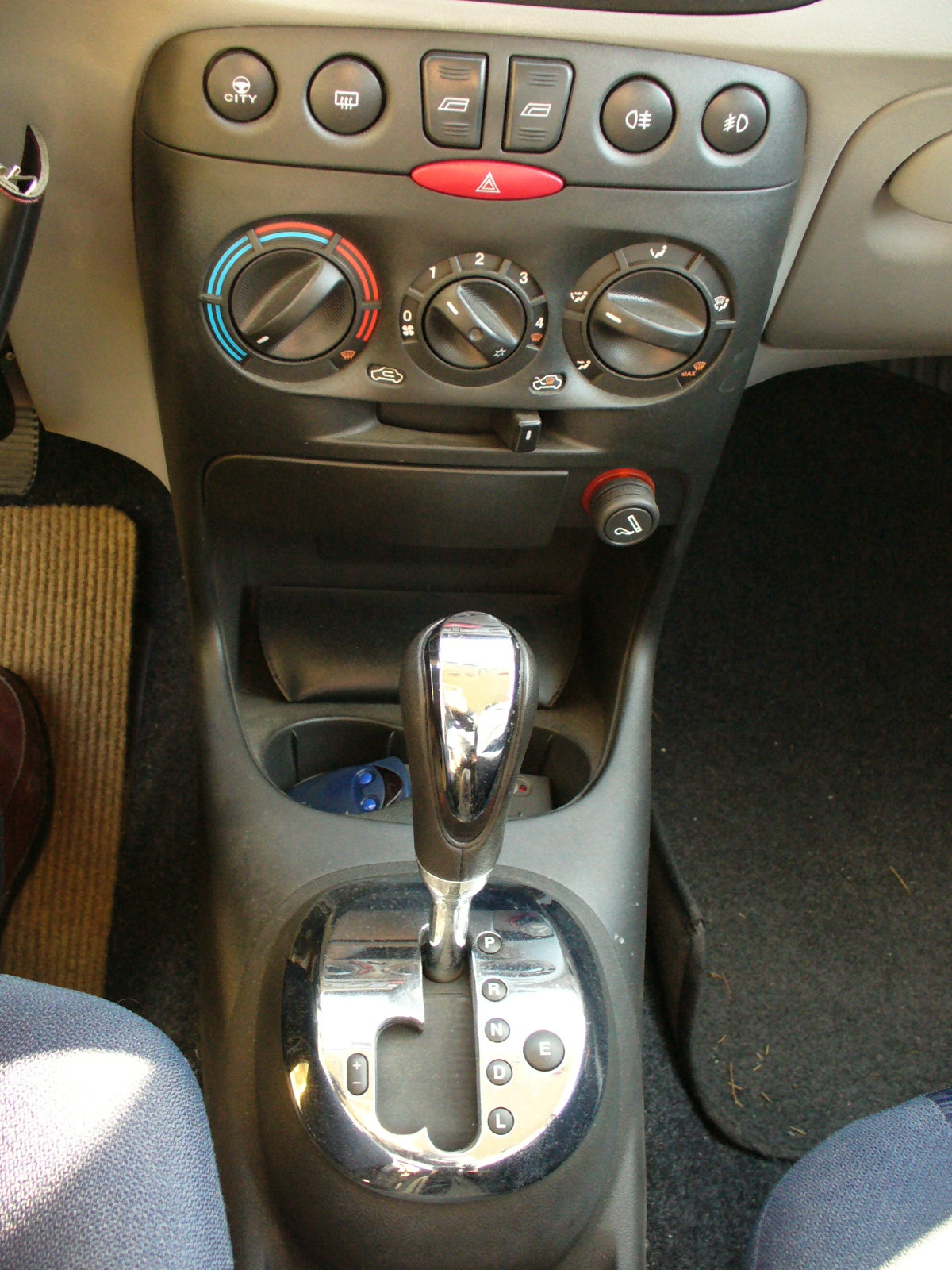
Органы управления на средней консоли автомобиля

Далеко не полный список возможных сигнальных ламп:
замок кабины; 
аварийная лампа «STOP» загорается при обнаружении неполадки, вместе с индикатором поломки; 
давление, контур тормозной системы 1 и 2; 
самосвальный кузов; 
давление масла в двигателе; температура охладителя; 
система запуска огня; 
сигналы поворотников тягача; 
парковочный тормоз; 
передние фары; 
сигналы поворотников трейлера; 
зарядка генератора; 
ABS, антиблокиратор тормозной системы тягача; 
ABS, антиблокиратор тормозной системы трейлера; 
ABS, антиблокиратор тормозной системы, трейлер без системы ABS; 
температура коробки передач; электронный контроль топлива; 
регулятор противобуксовочной системы; 
центральная смазочная система; 
электронно контролируемая подвеска: сбой работы; 
электронно контролируемая подвеска: внимание; 
ретардер; 
уровень охладителя; 
ремни безопасности; 
работает конвертер; 
фильтр горючего; 
задний ход; 
кондиционер; 
спаренная схема аварийного управления поворотами; датчик предельного износа тормозных накладок; уровень масла в рулевом управлении; 
уровень масла, 
центральная гидравлическая система; 
сцепление; 
поломка сервомотора; 
воздушный фильтр; 
фильтр коробки передач; пескоразбрасыватель; поломка бензинового двигателя; управление задней осью, поломка; управление задней осью, уровень масла.

### Органы управления
Подсветка приборов, настройка яркости; регулятор передних фар; кулисный переключатель для парковки и фар дальнего света; переключатель для аварийной сигнализации; рычаги и клавиши управления климат-контролем, подогревом сидений, магнитолой и пр.

## Авиационная панель приборов
.

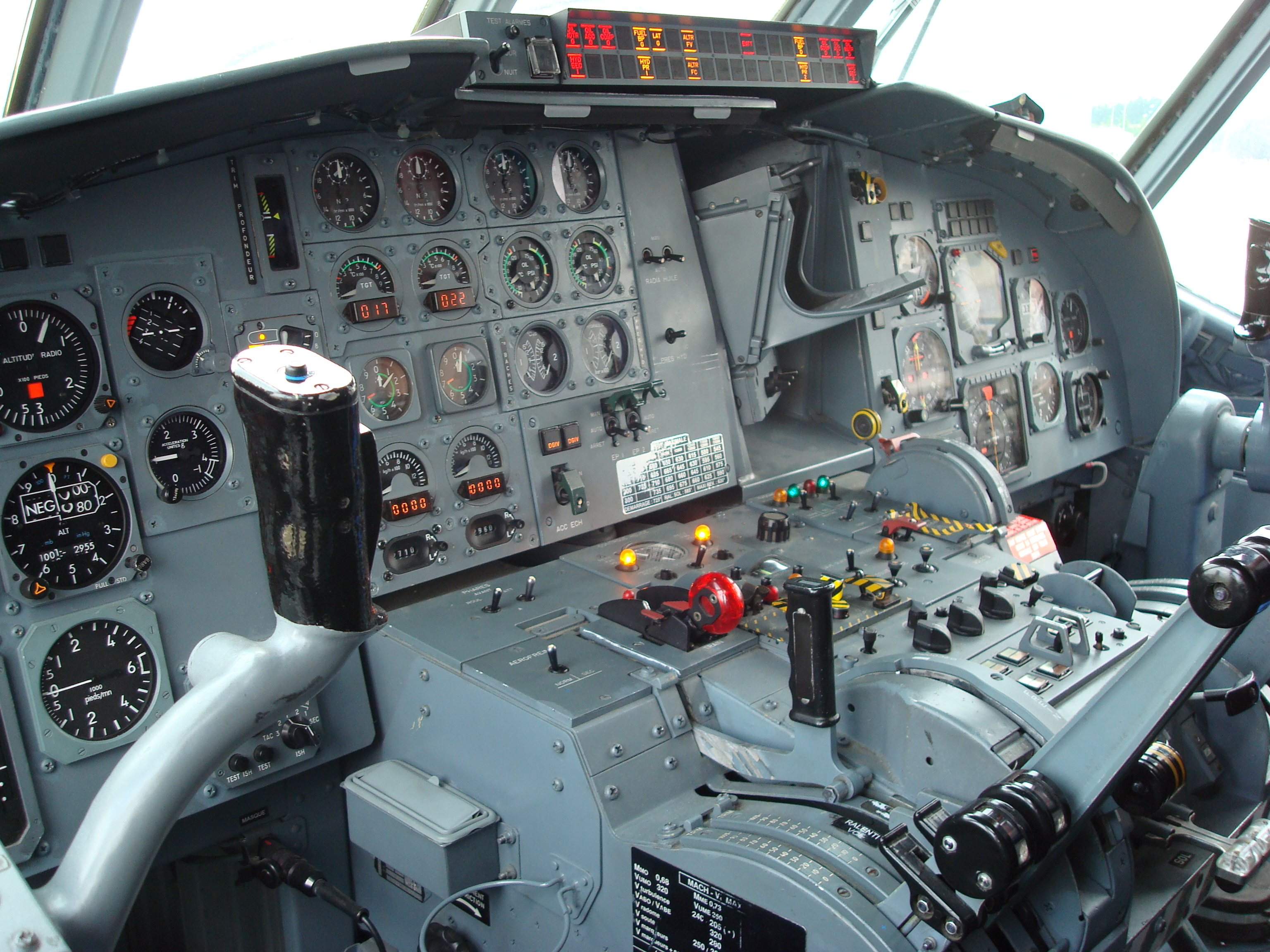

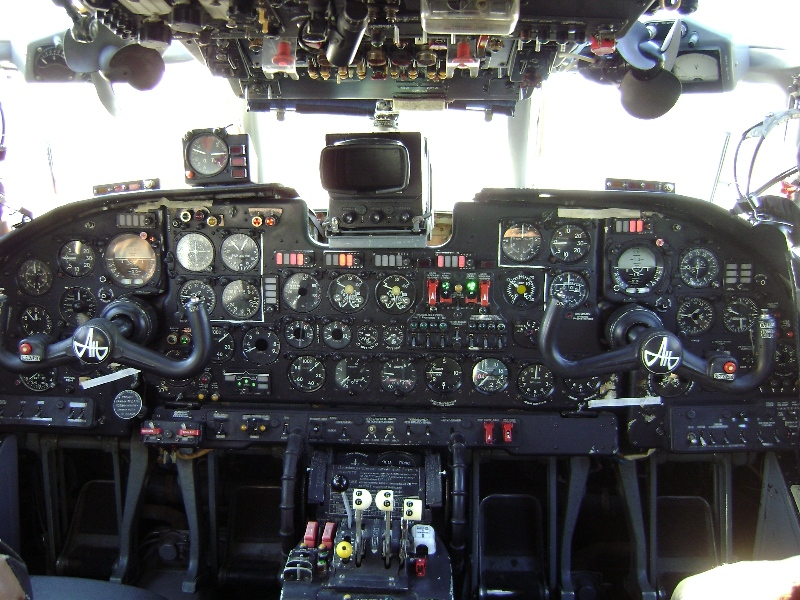
Приборная доска лётчиков самолёта Ан-26. Далеко не самая сложная.

В отечественной авиации принят термин «приборная доска» (в англоязычной терминологии — «контрольная панель»). 
Основными пилотажно-навигационными приборами в центре приборной доски будут авиагоризонт (или более сложный командный пилотажный прибор), навигационный прибор (навигационный пилотажный плановый),  высотомер барометрический, вариометр (указатель вертикальной скорости) и указатель скорости (а скоростей в самолёте несколько - воздушная, приборная, истинная, путевая и т.д.). 
Также на приборной доске масса дополнительных приборов и индикаторов о пространственном положении летательного аппарата, навигационной информации, состоянии и работе силовых установок, топливной аппаратуре, системе кондиционирования, связи, электрике и ещё многих и многих параметров и значений. 
Помимо приборов и экранов широко применяются светосигнализаторы в виде сигнальных лампочек и табло. 
Вне приборной доски в кабине воздушного судна часто смонтирована масса дополнительных щитков и панелей на бортах кабины, её потолке и задней стенке. 

### Приборная панель для мотодельтаплана
На мотодельтаплане: набор бывших самолётно-вертолётных приборов — компас КИ-13; высотомер ВД-10, вариометр ВАР-5 (или ВАР-10); указатель скорости УС-250 (150); тахометр для Ротакса, манометр для химической системы; указатели остатка топлива и остатка химии в хим. баке.
Кроме этого, на приборной панели расположены выключатели зажигания основного двигателя (R-503) и вспомогательного (привода помпы хим. системы), кронштейны крепления GPS (обычно Garmin 72, 76 или Е-МАР) и, тогда, компас снимается.

## Судовая приборная панель

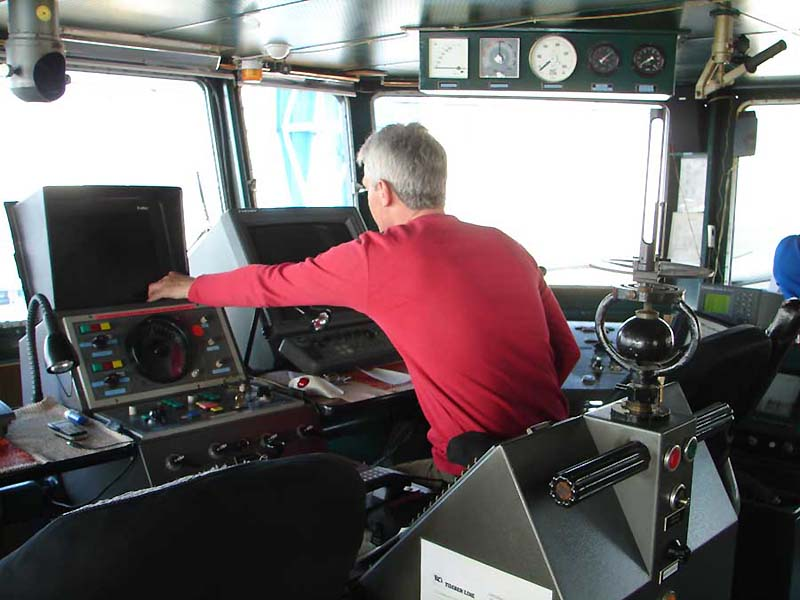

Судовая приборная панель — это место для фиксации групп приборов, которые помогают капитану или рулевому отслеживать и контролировать показатели судна. На ней могут быть, например:
Тахометр. Нужен для точного контроля работы мотора, выбора оптимального режима. 
Счётчик моточасов. Помогает отслеживать общее время работы мотора, чтобы техобслуживание было своевременным.
Датчики и указатели уровня топлива и жидкости. Контролируют количество топлива и воды, предоставляют ценную информацию. 
Многофункциональные приборы. Популярное решение, когда на приборной панели недостаточно места. Одно такое устройство выполняет работу нескольких отдельных приборов. 

Например, стандартная панель Vetus MPA22 содержит ключ зажигания, тахометр, счётчик наработанных часов, вольтметр, контрольные лампы и звуковой сигнал. А панель MPA34 дополнительно содержит индикаторы давления масла и температуры охлаждающей жидкости.

## Консоль для дайвинга
Консоль для дайвинга может включать в себя манометр, декомпрессионный компьютер, компас, глубиномер.